# Michail Vasiljevič Zimjanin
Michail Vasiljevič Zimjanin (bělorusky Міхаіл Васілевіч Зімянін, rusky Михаил Васильевич Зимянин; 21. listopadu 1914 Vitebsk – 1. května 1995 Moskva) byl sovětský stranický a státní činitel, diplomat, hrdina socialistické práce.

## Život
Absolvoval učitelský institut v Mohylevě a poté pracoval jako funkcionář Komsomolu. Od roku 1965 do roku 1976 zastával funkci šéfredaktora deníku Pravda, poté působil v sekretariátu KSSS. Skončil zde v roce 1987, údajně ze zdravotních důvodů. Patřil k oddaným stoupencům Leonida Brežněva. Příčinou jeho smrti byly srdeční a plicní problémy.